# Ragnall Thorgillsson
Ragnall Thorgillsson (mort el 1146), (en irlandès: Ragnall mac Torcaills) va ser un cabdill viking i monarca del regne de Dublín. Fill del rei  Thorkell, segons diferents fonts dels Annals irlandesos va morir en batalla contra el regne de Mide:
| « | Una matança va tenir lloc als estrangers d'Ath-cliath [Dublín] per la gent d'East Meath, on dues-centes persones van ser assassinades, al costat de Raghnall Mac Torcaill, Mormaer d'Ath-cliath, i Jufraigh, i molts altres dels seus cabdills. | » |

Els annals contemporanis suggereixen que  Óttar, un cabdill viking de les Hèbrides, compartia el poder en diarquia amb Ragnall. Ragnall estava possiblement subordinat a Óttar, i l'argument que ho [sustenta és el títol de mormaer per descriure Ragnall als annals, mentre que d'altres fonts el denominen rei (en irlandès: «rí»).
Possiblement els germans de Ragnall,  Brotar i  Hasculf, van estar involucrats en la mort d'Óttar, perquè encara que al començament van col·laborar en el govern de Dublín, una sort de diferències i disputes hereditàries van desembocar en tragèdia.